# Ставре Яда
Ставре Яда (мак. Ставре Јада; нар. 18 травня 1998, Крушево) — македонський лижник та біатлоніст, який був прапороносцем Македонії на зимових Олімпійських іграх 2018 року. 
Яда отримав форму A на зимові Олімпійські ігри 2018 року у 10-кілометровій гонці у Штрбске-Плесо, Словаччина.

## Зовнішні посилання
- Профіль FIS